# Snowdrop
Snowdrop (také známý jako Ubisoft Snowdrop) je proprietární herní engine vytvořený studiem Massive Entertainment ve spolupráci se studiem Ubisoft. Engine je určen pro platformy Microsoft Windows, PlayStation 4, PlayStation 5, Xbox One, Xbox Series X/S, Nintendo Switch, Nintendo Switch 2, Stadia. Byl odhalen na veletrhu E3 2013 společně s hrou Tom Clancy's The Division. Snowdrop je spolu s Disrupt, Dunia a Ubisoft Anvil jedním z hlavních herních enginů používaných studiem Ubisoft.

## Historie
Engine je naprogramován převážně v jazyce C++. Vývoj enginu Snowdrop začal v roce 2009. Rodrigo Cortes, bývalý umělecký ředitel studia Massive Entertainment, uvedl, že se zpočátku jednalo o engine vytvořený pro vývoj na PC a konzole nové generace s cílem „dělat věci lépe, ne větší“. Jádro herního enginu je poháněno „uzlovým systémem“ a samotný engine představuje dynamický, propojený a flexibilní systém, ve kterém mohou vývojáři rychle vytvářet obsah a interagovat s ním způsoby, které dosud nebyly možné. Massive Entertainment vytvořilo systém osvětlení a destrukce inspirovaný technikami filmové produkce. Mezi vlastnosti enginu Snowdrop patří pokročilé fyzikálně založené vykreslování (PBR), procedurální destrukce a dynamický systém globálního osvětlení.
Podle vývojářů byl engine navržen na základě tří pilířů: Empowerment (Umožnění), který umožňuje animátorům, grafikům a designérům pracovat rychleji, Real Time (Reálný čas), který umožňuje vývojářům rychlou implementaci a iteraci, a Fun (Zábava), což je koncept vztahující se nejen k výslednému produktu, ale i k práci s enginem během vývoje. Vylepšená verze enginu byla použita pro hru Tom Clancy's The Division 2.
V únoru 2016 studio Massive Entertainment potvrdilo, že engine lze použít i pro jiné hry od Ubisoftu. Podle Martina Hultberga, vedoucího oddělení duševního vlastnictví ve studiu Massive Entertainment, se Snowdrop stal dostupným všem studiím Ubisoftu, a nejen těm, která pracovala na franšíze Tom Clancy's. Mezi tyto hry patří South Park: The Fractured but Whole, Mario + Rabbids: Kingdom Battle, a Starlink: Battle for Atlas.
V červnu 2021 studio Ubisoft potvrdilo, že engine bude vylepšen pro Avatar: Frontiers of Pandora. Podle hlavního technického umělce Kunala Luthry může být v každém snímku propagováno tisíce obsahů za účelem vytvoření detailnějších prostředí. Engine by také podporoval ray tracing v reálném čase, sjednocené volumetrické vykreslování a také vylepšené chování umělé inteligence NPC postav.
Snowdrop byl použit také pro hru Star Wars Outlaws, která obsahuje RTX Direct Illumination a DLSS Ray Reconstruction. Studio Massive Entertainment vyvinulo v enginu vlastní digitální „kamerový objektiv“, který slouží k dosažení filmového vizuálního podání jako volitelné možnosti.
Remake hry Tom Clancy's Splinter Cell bude také používat Snowdrop. Studio Ubisoft oznámilo, že bude pokračovat ve vylepšování a vývoji enginu.

## Hry
| Rok           | Titul                               | Platforma(y)                                                                      | Vývojář(i)            |
| ------------- | ----------------------------------- | --------------------------------------------------------------------------------- | --------------------- |
| 2016          | Tom Clancy's The Division           | PlayStation 4, Windows, Xbox One                                                  | Massive Entertainment |
| 2017          | Mario + Rabbids Kingdom Battle      | Nintendo Switch                                                                   | Ubisoft Milan         |
| 2017          | South Park: The Fractured but Whole | Nintendo Switch, PlayStation 4, Windows, Xbox One                                 | Ubisoft San Francisco |
| 2018          | Starlink: Battle for Atlas          | Nintendo Switch, PlayStation 4, Windows, Xbox One                                 | Ubisoft Toronto       |
| 2019          | Tom Clancy's The Division 2         | PlayStation 4, Stadia, Windows, Xbox One                                          | Massive Entertainment |
| 2022          | Rabbids: Party of Legends           | Nintendo Switch, PlayStation 4, Stadia, Windows, Xbox One                         | Ubisoft Chengdu       |
| 2022          | Rocksmith+                          | Android, iOS, PlayStation 4, PlayStation 5, Windows                               | Ubisoft San Francisco |
| 2022          | Mario + Rabbids Sparks of Hope      | Nintendo Switch                                                                   | Ubisoft Milan         |
| 2023          | The Settlers: New Allies            | Nintendo Switch, PlayStation 4, PlayStation 5, Windows, Xbox One, Xbox Series X/S | Ubisoft Düsseldorf    |
| 2023          | Avatar: Frontiers of Pandora        | PlayStation 5, Windows, Xbox Series X/S                                           | Massive Entertainment |
| 2024          | XDefiant                            | PlayStation 5, Windows, Xbox Series X/S                                           | Ubisoft San Francisco |
| 2024          | Star Wars Outlaws                   | PlayStation 5, Windows, Xbox Series X/S, Nintendo Switch 2                        | Massive Entertainment |
| bude oznámeno | Tom Clancy's Splinter Cell          | bude oznámeno                                                                     | Ubisoft Toronto       |

### Zrušené
- Tom Clancy's The Division Heartland[28]